# Suskowo
Suskowo (ukrainisch und russisch Сусково; slowakisch Suskovo, ungarisch Bányafalu oder älter Szuszkó) ist ein Dorf in der westlichen Ukraine in der Oblast Transkarpatien.
Der Ort liegt am Nordufer der Latoryzja vor der Talverengung Richtung Mukatschewo. Zum Gemeindegebiet gehört auch der nicht mehr offizielle Teil Suskowe Nowe Selo (Сускове Нове Село, deutsch Erwinsdorf, slowakisch Nové Suskovo, ungarisch Szuszkóújfalu).
Am 12. Juni 2020 wurde das Dorf ein Teil neu gegründeten Landgemeinde Poljana im Rajon Mukatschewo; bis dahin bildete es zusammen mit dem südlich des Flusses gelegenen Dorf Passika (Пасіка) die Landratsgemeinde Suskowo (Сусківська сільська рада/Suskiwska silska rada) im Rajon Swaljawa.

## Hontererdeutsch
Der deutsche Dialekt, von dem sich heute noch Sprecher in Erwindorf finden, das sogenannte Honterdeutscher geht auf den niederösterreichischen Dialekt zurück. Die Bezeichnung Hontererdeutsch bezieht sich auf die Herkunft der Siedler aus deutschsprachigen Siedlungen im Komitat Hont, das heute Teil der Slowakei ist.